# Dragon Ball Heroes
Dragon Ball Heroes (ドラゴンボール ヒーローズ, Doragon Bōru Hirozu) é um jogo eletrônico de fliperama japonês foi desenvolvido por Dimps e baseado na franquia de Dragon Ball. O jogo combina os recursos de fliperama com as características de um jogo de cartas colecionáveis: na verdade, os jogadores devem comprar conjuntos de cartas a serem inseridos em caça-níqueis especiais do console, que por sua vez desbloqueiam diferentes missões, personagens, acessórios e atualizações.
O jogo foi anunciado em 21 de outubro de 2010 e publicado em 11 de novembro de 2010, permite o uso de muitos personagens da série Dragon Ball, Dragon Ball Z, Dragon Ball GT e Dragon Ball Super, assim como novos personagens. Em 2016 foi publicada uma leiaute que melhorou sua atualização, acessibilidade e alguns recursos, e a série foi simultaneamente renomeada Super Dragon Ball Heroes (スーパー ドラゴンボールヒーローズ, Sūpā Doragon Bōru Hirozu).
Dragon Ball Heroes teve três versões portáteis para Nintendo 3DS em três jogos: Dragon Ball Heroes: Ultimate Mission (ドラゴンボール ヒーローズ アルティメットミッション) e Dragon Ball Heroes: Ultimate Mission 2 (ドラゴンボール ヒーローズ アルティメットミッション2), publicado no Japão em 28 de fevereiro de 2013, respectivamente e em 7 de agosto de 2014.[carece de fontes?] Dragon Ball Heroes: Ultimate Mission X foi lançado em 27 de abril de 2017.
Uma versão de Super Dragon Ball Heroes, nomeado Super Dragon Ball Heroes: World Mission (スーパードラゴンボールヒーローズ：世界の使命), foi anunciado para Nintendo Switch e foi lançado em 4 de abril de 2019. No ocidente, foi lançado em 5 de abril de 2019, para Nintendo Switch e também para PC.
Uma adaptação do mangá anunciado, Dragon Ball Heroes: Victory Mission (ドラゴンボール ヒーローズ ビクトリーミッション), escrito e ilustrado por mangaka Toyotarō e publicado na revista V Jump em 21 de setembro de 2012 e um anime promocional disponibilizado a partir de 1 de julho de 2018.

## Personagens

### Protagonistas
- Beat: O principal protagonista de Dragon Ball Heroes. Beat é o herói menino saiyajin.
- Note: O personagem secundário de Heroes. Note é a heroína menina saiyajin.
- Erito: O homem saiyajin Elte
- Basaku: O homem saiyajin Berserker
- Viola: A mulher saiyajin Elte
- Forte: A mulher saiyajin Berserker
- Kabra: O majin Hero
- Yoshito-Kun: O majin Elte
- Salaga: O majin Berserker
- Froze: O clã de Frieza Hero
- Resok: O clã de Frieza Elte
- Frieza Clan Berserker: O clã de Frieza Berserker
- Tsumuri: O namekujin Hero
- Namekian Elte: O namekujin Elte
- Kagyu: O namekujin Berserker
- Nimu: O andróide Hero
- Nico: O andróide femenina Elte
- Genome: O andróide masculino Berserker, inspirado no Cell.
- Zen: O Supremo Kaio Hero
- Fen: O Supremo Kaio Elte
- Wairu: A Suprema Kaio Berserker
- Chamel: O demônio Hero
- Demon Elte: A demônio mulher Elte
- Demon Berserker: O demônio Berserker

### Antagonistas
- Mechikabura
- Shroom
- Salsa
- Putine
- Gravy
- Saiyajin Malvado

## Mídia

### Mangá
Dragon Ball Heroes foi adaptado em várias séries de mangá. Dragon Ball Heroes: Victory Mission (ドラゴンボール ヒーローズ ビクトリーミッション), escrito e ilustrado por Toyotarō, foi serializado na revista Shueisha de V Jump, desde novembro de 2012. Com 28 capítulos, está em hiato como Toyotarō está desenhando Dragon Ball Super.
Dragon Ball Heroes: Super Charisma Mission! (ドラゴンボールヒーローズ 超（スーパー）カリスマミッション!), escrito e ilustrado por Yoshitaka Nagayama, foi serializado em Saikyō Jump a partir de dezembro de 2013. Foi colocado em hiato, quando Nagayama começou sua outra série na mesma revista, até março de 2017, quando foi relançado como Super Dragon Ball Heroes: Ultimate Charisma Mission!! (スーパードラゴンボールヒーローズ 極（アルティメット）カリスマミッション!!).
Super Dragon Ball Heroes: Ankoku Makai Mission (スーパードラゴンボールヒーローズ　暗黒魔界ミッション！, Sūpā Doragon Bōru Hīrōzu Ankoku Makai Misshon!), escrito e ilustrado por Yoshitaka Nagayama. Ele começou a ser publicado na edição de setembro de 2016 da revista Saikyō Jump, que foi lançado em 5 de agosto de 2016. É um mangá tie-in do jogo arcade baseado em cartas Super Dragon Ball Heroes. A Shueisha começou a encadernar os capítulos em volumes tankōbon com o primeiro volume publicado em 2 de maio de 2017 e o segundo volume em 2 de maio de 2018.

### Anime
Em Maio de 2018, uma série promocional de Super Dragon Ball Heroes foi anunciada nas páginas da revista V Jump, que irá adaptar o arco Prision Planet do jogo. Um teaser trailer para o primeiro episódio foi exibido em 21 de junho de 2018 e mostra os novos personagens Fu (フュー, Fyū) e Kanbā (カンバー), um malvado Saiyajin. A transmissão começou em 1 de julho de 2018 em conjunto com a exibição do primeiro episódio ao shopping em AEON LakeTown de Koshigaya, Saitama e foi enviado para o site oficial do jogo e do canal do YouTube no mesmo dia. O segundo episódio foi exibido no dia 16 de julho na cidade de Tóquio, durante o evento Jump Victory Carnival de 2018.

## Recepção
Dragon Ball Heroes é o número um jogo de cartas digitais. Em Maio de 2016, o jogo tinha vendido 400 milhões em cartas e arrecadou mais ¥40 bilhões (US$365 milhões). Em Outubro de 2016, o jogo vendido por 500 milhões de cartas e arrecadou ¥50 bilhões (US$50000 milhões no Japão).